# Hikari Ōkubo
Hikari Ōkubo (大久保 光?, Ōkubo Hikari; Kodaira, 11 agosto 1993) è un pilota motociclistico giapponese.

## Carriera
Inizia a gareggiare a vari livelli nel campionato giapponese di Motociclismo, per poi trasferirsi nel campionato asiatico dove vince la categoria Asia Dream Cup nel 2012.
Per quanto concerne le competizioni del motomondiale, l'esordio di Ōkubo risale alla stagione 2010 quando partecipa al Gran Premio del Giappone in sella ad una Honda RS125R chiudendo a ridosso della zona punti. Nel 2011 è nuovamente wild card nel Gran Premio di casa chiudendo al 17º posto. Disputa anche una gara nella classe Moto3, nel 2014 ed ancora una volta in Giappone.
Nel 2016 è pilota titolare nel mondiale Supersport con il team CIA Landlord Insurance Honda ed una CBR600RR. Chiude la stagione al ventunesimo posto con diciannove punti. La stagione successiva, rimanendo nella stessa squadra, migliora le sue prestazioni chiudendo quindicesimo in classifica piloti. Nel 2018 si trasferisce al team Puccetti Racing dove, a fianco del plurititolato campione di categoria Kenan Sofuoğlu, guida la Kawasaki ZX-6R. Chiude la stagione al tredicesimo posto. Disputa la stagione 2019 con lo stesso team dell'anno precedente, porta a termine tutte le gare in calendario ottenendo sempre punti. Chiude al quinto posto in classifica piloti con 105 punti ottenuti. Nella stessa stagione prende parte al Gran Premio di Imola nel campionato Italiano Supersport con una Kawasaki del team Renzi Corse concludendo gara1 con un ritiro e non partendo in gara2. Nel 2020 torna alla guida della Honda CBR600RR con il team Dynavolt Honda, il compagno di squadra è il tedesco Patrick Hobelsberger. Conquista dodici punti e termina la stagione al ventiduesimo posto in classifica mondiale.
Nel 2021 corre nella classe MotoE del motomondiale, con il team Avant Ajo. Chiude la stagione all'undicesimo posto con 45 punti. In questa stessa stagione disputa alcune gare del mondiale Supersport, in qualità di pilota sostitutivo, in sella ad una Kawasaki ZX-6R. I punti conquistati (quattro), gli consentono di chiudere al quarantesimo posto in classifica piloti ed al quinto nel World Supersport Challenge. Nella 2022 è pilota titolare nella coppa del mondo MotoE con lo stesso team della stagione precedente. In occasione del Gran Premio di Francia, grazie al terzo posto in gara1, ottiene il suo primo podio nel Motomondiale; chiude la stagione al sesto posto. Nello stesso anno disputa gli ultimi due eventi della classe Next Generation nel campionato italiano Supersport. In sella all'unica ZX-6R in pista, ottiene 24 punti che gli consentono di chiudere al diciottesimo posto. Nel 2023 è gareggia nuovamente come pilota titolare in MotoE passando al team Tech 3, il compagno di squadra è Alessandro Zaccone. Porta a termine conquistando punti tutte le gare previste tranne una e si classifica al tredicesimo posto. Nel 2024 torna a gareggiare nel mondiale Supersport ingaggiato da Vince64 by Puccetti Racing. Dopo soli tre Gran Premi disputati, e senza ottenere punti, si opta per una rescissione consensuale del contratto. Contestualmente al mondiale disputa il Gran Premio di Outlon Park del campionato britannico Supersport in sella ad una CBR600RR conquistando nove punti.

## Risultati in gara

### Motomondiale

#### Classe 125
| 2010 | Classe | Moto  |  |  |  |  |  |  |  |  |    |  |  |  |  |    |  |  |  |  | Punti | Pos. |
| ---- | ------ | ----- |  |  |  |  |  |  |  |  | -- |  |  |  |  | -- |  |  |  |  | ----- | ---- |
| 2010 | 125    | Honda |  |  |  |  |  |  |  |  | NE |  |  |  |  | 16 |  |  |  |  | 0     |      |

| 2011 | Classe | Moto  |  |  |  |  |  |  |  |  |  |    |  |  |  |  |    |  |  |  | Punti | Pos. |
| ---- | ------ | ----- |  |  |  |  |  |  |  |  |  | -- |  |  |  |  | -- |  |  |  | ----- | ---- |
| 2011 | 125    | Honda |  |  |  |  |  |  |  |  |  | NE |  |  |  |  | 17 |  |  |  | 0     |      |

| Legenda | 1º posto        | 2º posto            | 3º posto            | A punti      | Senza punti        | Grassetto – Pole position Corsivo – Giro più veloce |
| Legenda | Gara non valida | Non qual./Non part. | Ritirato/Non class. | Squalificato | '-' Dato non disp. | Grassetto – Pole position Corsivo – Giro più veloce |

#### Moto3
| 2014 | Classe | Moto  |  |  |  |  |  |  |  |  |  |  |  |  |  |  |     |  |  |  | Punti | Pos. |
| ---- | ------ | ----- |  |  |  |  |  |  |  |  |  |  |  |  |  |  | --- |  |  |  | ----- | ---- |
| 2014 | Moto3  | Honda |  |  |  |  |  |  |  |  |  |  |  |  |  |  | Rit |  |  |  | 0     |      |

| Legenda | 1º posto        | 2º posto            | 3º posto            | A punti      | Senza punti        | Grassetto – Pole position Corsivo – Giro più veloce |
| Legenda | Gara non valida | Non qual./Non part. | Ritirato/Non class. | Squalificato | '-' Dato non disp. | Grassetto – Pole position Corsivo – Giro più veloce |

#### MotoE
| 2021 | Classe | Moto     |   |     |   |   |   |     |   |  |  | Punti | Pos. |
| ---- | ------ | -------- | - | --- | - | - | - | --- | - |  |  | ----- | ---- |
| 2021 | MotoE  | Energica | 7 | Rit | 9 | 8 | 5 | Rit | 6 |  |  | 45    | 11º  |

| 2022 | Classe | Moto     |   |   |   |   |    |     |    |    |   |   |   |   |  |  | Punti | Pos. |
| ---- | ------ | -------- | - | - | - | - | -- | --- | -- | -- | - | - | - | - |  |  | ----- | ---- |
| 2022 | MotoE  | Energica | 6 | 5 | 3 | 6 | 11 | Rit | 13 | 11 | 4 | 7 | 7 | 9 |  |  | 95,5  | 6º   |

| 2023 | Classe | Moto   |   |    |    |    |    |   |    |    |    |   |     |   |    |    |   |    | Punti | Pos. |
| ---- | ------ | ------ | - | -- | -- | -- | -- | - | -- | -- | -- | - | --- | - | -- | -- | - | -- | ----- | ---- |
| 2023 | MotoE  | Ducati | 5 | 10 | 15 | 12 | 10 | 8 | 14 | 12 | 12 | 8 | Rit | 8 | 13 | 13 | 9 | 12 | 79    | 13º  |

| Legenda | 1º posto        | 2º posto            | 3º posto            | A punti      | Senza punti        | Grassetto – Pole position Corsivo – Giro più veloce |
| Legenda | Gara non valida | Non qual./Non part. | Ritirato/Non class. | Squalificato | '-' Dato non disp. | Grassetto – Pole position Corsivo – Giro più veloce |

### Campionato mondiale Supersport
| 2016 | Moto  |     |    |    |    |    |    |    |    |    |    |    |    |  |  |  |  |  |  |  |  |  |  |  |  | Punti | Pos. |
| ---- | ----- | --- | -- | -- | -- | -- | -- | -- | -- | -- | -- | -- | -- |  |  |  |  |  |  |  |  |  |  |  |  | ----- | ---- |
| 2016 | Honda | Rit | 20 | 16 | 24 | 19 | 15 | 15 | 11 | 10 | 27 | 13 | 13 |  |  |  |  |  |  |  |  |  |  |  |  | 19    | 21º  |

| 2017 | Moto  |    |   |    |    |   |   |    |    |    |    |    |     |  |  |  |  |  |  |  |  |  |  |  |  | Punti | Pos. |
| ---- | ----- | -- | - | -- | -- | - | - | -- | -- | -- | -- | -- | --- |  |  |  |  |  |  |  |  |  |  |  |  | ----- | ---- |
| 2017 | Honda | NP | 6 | 11 | 21 | 9 | 9 | 15 | 23 | 12 | 11 | 13 | Rit |  |  |  |  |  |  |  |  |  |  |  |  | 42    | 15º  |

| 2018 | Moto     |    |    |     |     |    |     |    |   |    |   |   |     |  |  |  |  |  |  |  |  |  |  |  |  | Punti | Pos. |
| ---- | -------- | -- | -- | --- | --- | -- | --- | -- | - | -- | - | - | --- |  |  |  |  |  |  |  |  |  |  |  |  | ----- | ---- |
| 2018 | Kawasaki | 14 | 19 | Rit | Rit | 10 | Rit | 13 | 9 | 10 | 9 | 8 | Rit |  |  |  |  |  |  |  |  |  |  |  |  | 39    | 13º  |

| 2019 | Moto     |   |   |   |   |   |   |   |    |   |   |    |   |  |  |  |  |  |  |  |  |  |  |  |  | Punti | Pos. |
| ---- | -------- | - | - | - | - | - | - | - | -- | - | - | -- | - |  |  |  |  |  |  |  |  |  |  |  |  | ----- | ---- |
| 2019 | Kawasaki | 6 | 6 | 8 | 7 | 4 | 7 | 5 | 13 | 7 | 5 | 12 | 8 |  |  |  |  |  |  |  |  |  |  |  |  | 105   | 5º   |

| 2020 | Moto  |     |     |     |     |     |    |    |     |    |     |     |     |   |    |     |  |  |  |  |  |  |  |  |  | Punti | Pos. |
| ---- | ----- | --- | --- | --- | --- | --- | -- | -- | --- | -- | --- | --- | --- | - | -- | --- |  |  |  |  |  |  |  |  |  | ----- | ---- |
| 2020 | Honda | Rit | Rit | Rit | Inf | Inf | 17 | 15 | Rit | NP | Inf | Inf | Rit | 9 | 12 | Rit |  |  |  |  |  |  |  |  |  | 12    | 22º  |

| 2021 | Moto     |  |  |  |  |  |  |  |  |  |  |    |     |    |    |  |  |  |  |  |  |  |  |  |  | Punti | Pos. |
| ---- | -------- |  |  |  |  |  |  |  |  |  |  | -- | --- | -- | -- |  |  |  |  |  |  |  |  |  |  | ----- | ---- |
| 2021 | Kawasaki |  |  |  |  |  |  |  |  |  |  | 12 | Rit | NP | NP |  |  |  |  |  |  |  |  |  |  | 4     | 40º  |

| 2024 | Moto     |     |    |    |    |    |    |  |  |  |  |  |  |  |  |  |  |  |  |  |  |  |  |  |  | Punti | Pos. |
| ---- | -------- | --- | -- | -- | -- | -- | -- |  |  |  |  |  |  |  |  |  |  |  |  |  |  |  |  |  |  | ----- | ---- |
| 2024 | Kawasaki | Rit | 24 | 24 | 23 | 25 | 17 |  |  |  |  |  |  |  |  |  |  |  |  |  |  |  |  |  |  | 0     |      |

| Legenda | 1º posto        | 2º posto            | 3º posto           | A punti      | Senza punti        | Grassetto – Pole position Corsivo – Giro più veloce |
| Legenda | Gara non valida | Non qual./Non part. | Ritirato/Non class | Squalificato | '-' Dato non disp. | Grassetto – Pole position Corsivo – Giro più veloce |